# Arno Frisch
Arno Frisch (* 13. listopadu 1975 Vídeň) je rakouský herec. Svou kariéru zahájil počátkem devadesátých let. Jeho první roli byla hlavní postava ve filmu Benny's Video režiséra Michaela Hanekeho. Roku 1997 ztvárnil jednoho ze sadistických mladíků, kteří týrali rodinu v Henekově snímku Funny Games. Mezi jeho další filmy patří Falco (2008; ztvárnil zde Falcova otce Aloise Hölzela), Life Guidance (2017) a Prélude (2019). Rovněž hrál v několika televizních seriálech.